# Остерхофен
Остерхофен (нем. Osterhofen) — город и городская община в Германии, в Республике Бавария. Расположен на правом берегу Дуная, в 16 км к югу от города Деггендорф.
Община расположена в правительственном округе Нижняя Бавария в районе Деггендорф. Население составляет 11 669 человек (на 31 декабря 2010 года). Занимает площадь 111,19 км². Официальный код  —  09 2 71 141.

Имеет долгую историю, начиная с римского периода. В средние века он развивался как важный торговый центр, благодаря своему расположению и удобным путям. В XIII-XV веках он стал важным узлом для сельского хозяйства и местных ремесел. Важным этапом в его истории стало строительство местной церкви и других значимых зданий. Сегодня Остерхофен является современной общиной, сохраняющей историческое наследие и развивающей инфраструктуру для комфортной жизни своих жителей.

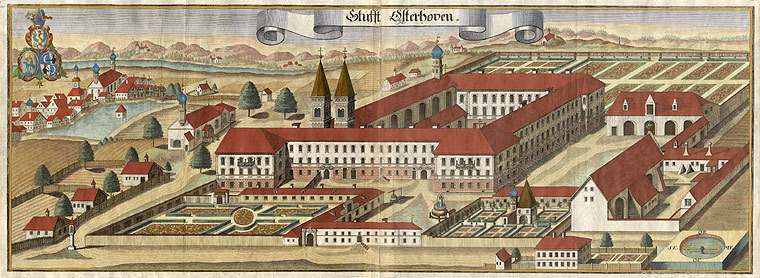
Остерхофен

## Население
По оценке на 31 декабря 2015 года население общины Остерхофен составляет 11 602 чел. 

| Дата      | 1840 | 1871 | 1900 | 1925 | 1939 | 1950  | 1961 | 1970  | 1987  | 2011  |
| --------- | ---- | ---- | ---- | ---- | ---- | ----- | ---- | ----- | ----- | ----- |
| Население | 6155 | 7570 | 7428 | 8140 | 8570 | 11270 | 9256 | 10016 | 10428 | 11506 |

| Год       | 1960 | 1970  | 1980  | 1990  | 2000  | 2009  | 2010  | 2011  | 2012  | 2013  | 2014  | 2015  |
| --------- | ---- | ----- | ----- | ----- | ----- | ----- | ----- | ----- | ----- | ----- | ----- | ----- |
| Население | 9290 | 10086 | 10028 | 10882 | 11821 | 11707 | 11669 | 11436 | 11334 | 11434 | 11512 | 11602 |